# ADC航空53便墜落事故
ADC航空53便墜落事故は、2006年10月29日正午ごろ、ナイジェリアの首都アブジャ郊外のンナムディ・アジキウェ国際空港から同国北部の都市ソコトに向う予定のADC航空53便（ボーイング737-200、機体記号5N-BFK）が離陸直後に墜落し、炎上した事故である。

## 事故の概要

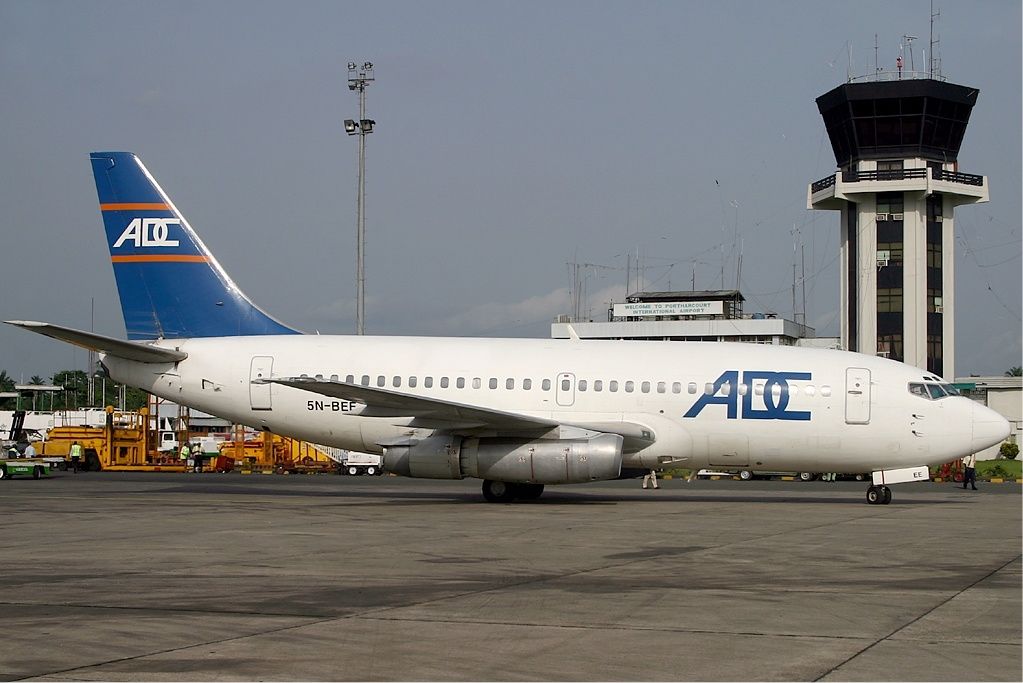
ADC航空の同型機

この便はラゴスからアブジャを経由してソコトへ向かう予定だった。離陸前にパイロットは管制塔から空港に砂嵐が接近して天候が悪化していると何度も連絡を受けたが、53便は離陸滑走を開始し、直後にウインドシアに遭遇した。操縦していなかった方のパイロットが引き起こせと言い、操縦していたパイロットはわずかに推力を増加させて操縦桿を引いた。その結果機首が上がってエンジンに流入する空気が減少して両エンジンが推力を喪失した。機体は失速し左に90度以上傾いて急降下してトウモロコシ畑に墜落した。乗員5名乗客100名のうち生存したのは乗員1名乗客8名だった。
ナイジェリア政府の高官や国会議員が同便に搭乗していた。ナイジェリアのイスラム教最高指導者であるムハマド・マシドの死亡が確認されている。
事故機は1983年に製造され、USエアウェイズが使用していたN323AU（1988年N279AUに登録変更）を2003年に譲り受けたものである。

## 事故原因
パイロットが悪天候を承知の上で離陸し、ウインドシアからの回復手順が適切でなかったことが事故原因であった。機体は低高度で失速したため回復することは不可能だった。